# Kazuo Ozaki
Ne pas confondre avec Kazuo Ozaki (écrivain)
Pour les articles homonymes, voir Ozaki (homonymie).
Kazuo Ozaki (尾崎 加寿夫, Ozaki Kazuo, né le 7 mars 1960) est un footballeur japonais des années 1980. Attaquant, il joua en équipe nationale à 17 reprises (1981-1983) pour 3 buts. Il fut le second japonais à jouer en Bundesliga après Yasuhiko Okudera.

## Palmarès
- Coupe du Japon de football
  - Vainqueur en 1978 et en 1980
  - Finaliste en 1979
- Championnat du Japon de football
  - Champion en 1978 et en 1982
- Footballeur japonais de l'année
  - Récompensé en 1982